# Barbatula leoparda
Loche léopard
Ne doit pas être confondu avec le Kuhli (Pangio kuhlii), appelé également Loche léopard.
Espèce
Statut de conservation UICN

 NE : Non évalué
Barbatula leoparda, la Loche léopard, est une espèce de poissons d'eau douce actinoptérygiens de la famille des Nemacheilidae.

## Description
Cette loche peut mesurer de 36,6 à 62,6 mm de long, queue non comprise.

## Répartition
Ce poisson d'eau douce est endémique des bassins du Tech et de la Têt, deux fleuves côtiers du département des Pyrénées-Orientales, dans la région Occitanie, en France.

## Taxonomie
L'espèce a été décrite en 2019 par les biologistes Camille Gauliard (d), Agnès Dettaï (d), Henri Persat (d), Philippe Keith (d) et Gaël P. J. Denys (d).
Elle a été distinguée de la Loche franche (Barbatula barbatula) et de la Loche du Languedoc (B. quignardi), qui ont des aires de répartition bien plus étendues.

### Étymologie et dénomination
L'épithète spécifique leoparda vient des taches ventrales sur les spécimens adultes, par analogie aux rosettes d'un Léopard (Panthera pardus).
Le nom vernaculaire attesté en français est « Loche léopard »,.

### Publication originale
- (en + fr) Camille Gauliard, Agnès Dettaï, Henri Persat, Philippe Keith et Gaël P. J. Denys, « Barbatula leoparda (Actinopterygii, Nemacheilidae), a new endemic species of stone loach of French Catalonia », Cybium, Paris, Société française d'ichtyologie, vol. 43, no 2,‎ juin 2019, p. 169-177 (DOI 10.26028/cybium/2019-423-005, lire en ligne [PDF], consulté le 1er mai 2024) (protologue).

## Barbatula leopardaet l'Homme
Barbatula leoparda est considérée comme une « espèce en danger » par la liste rouge du Comité français de l'UICN,.